# セブン (映画)
『セブン』（Seven、劇中の表記は"SE7EN"）は、1995年のアメリカ合衆国のサスペンス映画。キリスト教の「七つの大罪」をモチーフにした連続猟奇殺人事件と、その事件を追う刑事たちの姿を描いたサイコ・サスペンスである。
アンドリュー・ケヴィン・ウォーカーが1991年に書き上げた自主執筆の脚本であり、4年間を経てプロデューサー・アーノルド・コペルソンに渡り制作が実現した。先鋭的な映像センスと、ノイズを活用した音響により、シリアスかつダークな独特の世界を描いている。
4週連続で全米興行成績1位に輝いた大ヒット映画であり、IMDbでは『第三の男』、『シャイニング』を上回る評価を得ている。
スティーヴン・ジェイ・シュナイダーの『死ぬまでに観たい映画1001本』に掲載されている作品の1つである。

## あらすじ
序盤
月曜日：雨が降り続く、とある大都会。退職まであと1週間と迫ったベテラン刑事ウィリアム・サマセットと、血気盛んな新人刑事デビッド・ミルズは、ある死体発見現場に急行した。
死体は信じられないほど肥満した男であり、彼は食べ物の中に顔を埋めて死んでいた。死因は食物の大量摂取とその状態で腹部を殴打されたことによる内臓破裂。状況から、何者かによって手足を拘束され、銃で脅されながら食事を強制されていたことが判明し、殺人事件と断定される。
火曜日：次の被害者は強欲な弁護士のグールドであり、彼は高級オフィスビルの自室で血まみれになって殺されていた。死体はちょうど贅肉の部分を1ポンド分切り落とされており、状況から犯人は2日かけて、被害者にどこの肉を切るか選ばせていたと推定された。現場には被害者の血で「GREED（強欲）」の文字が残されていた。サマセットは最初の被害者の死体の胃の中から発見されたプラスチックの破片から、現場の冷蔵庫の裏に、犯人が脂で書いたと思われる「GLUTTONY（暴食）」の文字と、事件の始まりを示唆するメモを発見し、犯人が「七つの大罪」をモチーフにして殺人を続けていると判断する。サマセットは担当を断るが、独自に図書館で文献を捜し、ミルズへ「七つの大罪について、『神曲 煉獄篇』、『カンタベリー物語 牧師の話』カトリック辞典を見るように」と手紙を残す。しかしミルズは、難解な中世の物語を全く読み進めることができず、要約本(CliffsNotes)を購入する。
中盤
水曜日：ミルズの妻トレイシー・ミルズはサマセットを食事に招く。サマセットはトレイシーとすぐに打ち解け、3人に束の間の笑いが生まれる。その晩、2人は夜通し証拠を見返す内に、血で目が強調されたグールド夫人の写真に目を留める。すぐに2人は夫人に接触し写真を見せると、ある絵が上下逆さまになっていることが判明する。2人がその絵を調べると、裏の壁に指紋で書かれた「HELP ME」の文字を発見し、その指紋から前科者であるヴィクターという通称の男が浮かび上がる。
木曜日：彼を犯人と見込んだ警察が彼の部屋に踏み込むと、左手首を切られ、舌を噛み切った状態で、ベッドに縛りつけられ廃人状態となった姿で発見された。壁には「SLOTH（怠惰）」の文字が書かれていた。部屋には警察が踏み込んだ日の1年前からヴィクターが衰弱していく模様を写した写真が残されており、犯人は計算した上で彼を拘束したちょうど1年後に部屋へ踏み込ませたのだった。
金曜日：トレイシーはサマセットをダイナーへ呼び出す。トレイシーは「この街に長く住んでいる人と話がしたかった」、「自分は教師で、いろんな学校を見たが、ここの状況はひどすぎる」と相談する。しかしサマセットはトレイシーの様子を見抜き、「本当は何を話したい？」と問う。トレイシーはミルズとの間に子供ができたこと、この街が大嫌いだと告げる。サマセットは「自分にも結婚を考えた女性が妊娠したが、“こんな酷い世界に子供を産むのか？”と自問し、彼女に堕胎をするように何週間も説得した」と明かす。そして「子供を諦めるなら妊娠は秘密にしろ。もし産むつもりなら、精一杯甘やかして育ててやれ」とアドバイスする。
終盤
手がかりを失い、次の犯行を待つだけになったミルズは苛立ちを募らせる。「クズは図書館に通おうとヨーダにはなれない」というミルズの言葉に、サマセットは知人のFBI関係者と裏取引し、図書館の貸し出し記録を違法に入手する。その記録から「七つの大罪」に関する書物を借りていた、明らかに偽名と分かる「ジョン・ドウ」という男を容疑者として割り出す。
サマセットとミルズは、その偽名のジョンという男のアパートを訪ねるが、偶然、帰宅してきた彼と鉢合わせする。ジョンは2人に発砲すると逃走をはかり、ミルズは後を追うが、隠れていたジョンに顔を殴られ、頭に銃口を突きつけられる。しかし、何故かジョンは撃たず、逃走する。
警察がジョンの部屋の捜査を始めると、これまでの被害者の写真が発見され、彼が一連の事件の犯人と断定される。さらには、ヴィクターの自宅を捜査していた時に撮られたミルズの写真も発見される。ジョンは大胆にも報道カメラマンを装ってミルズの前に現れていたのだった。そこへ彼から電話があり、彼は警察への称賛と計画変更を挑戦的に告げる。
土曜日：ジョンの部屋にあった皮革店の領収書と娼婦の写真を手がかりに捜査を進めていた2人だが、その娼婦が4番目の犠牲者「LUST（肉欲）」として殺害された。ジョンは客の男に銃を突きつけて、股間に刃物の付いた器具を無理矢理履かせ、娼婦の性器に挿入させて殺していた。
日曜日：美人モデルが5番目「PRIDE（高慢）」の死体として発見された。彼女は自慢の顔面を切り裂かれ、片手に持たされた電話機で警察・病院へ通報することなく、もう片方に持たされた睡眠薬で自らの命を絶っていた。
ラスト
「ENVY（嫉妬）」「WRATH（憤怒）」が残る中、サマセットらが勤める警察署に血塗れの服を着たジョンが自首してくる。彼は取り調べを受けるが、本名、経歴、目的は一切不明であった。ジョンは弁護士を通じてミルズとサマセットの2人を指名し、彼らに残る2つの死体の隠し場所を教えるという。
警察は取引に応じ、ジョンは2人を伴ってある荒野に連れて行かせる。3人が待っていると、宅配便の車がやってきて1つの小さな箱を置いていく。サマセットが調べると、箱の中にはトレイシーの生首が入っていた。サマセットは6番目の「ENVY（嫉妬）」はミルズと生活しているトレイシーに嫉妬したジョン自身、7番目の「WRATH（憤怒）」はトレイシーを奪ったジョンに憤ったミルズのことだったことを悟りミルズを止めようとする。ジョンはミルズに箱の中身を教え、自分は彼を羨んでトレイシーを殺したと明かした。逆上したミルズはサマセットの制止を無視してジョンを射殺する。
ジョンの目論みは成功し、彼の正体も動機も不明のまま事件は終結した。

## キャスト
| 役名                         | 俳優                         | 日本語吹替                              | 日本語吹替                                       | 日本語吹替                                  | 日本語吹替                                                                                                  |
| 役名                         | 俳優                         | ソフト版                                | フジテレビ版                                     | テレビ東京版                                | テレビ朝日版 （吹替補完版）                                                                                 |
| ---------------------------- | ---------------------------- | --------------------------------------- | ------------------------------------------------ | ------------------------------------------- | --- |
| デビッド・ミルズ刑事         | ブラッド・ピット             | 松本保典                                | 真地勇志                                         | 堀内賢雄                                    | 森川智之 （森川智之）                                                                                       |
| ウィリアム・サマセット刑事   | モーガン・フリーマン         | 坂口芳貞                                | 池田勝                                           | 黒沢良                                      | 勝部演之 （勝部演之）                                                                                       |
| トレイシー・ミルズ           | グウィネス・パルトロー       | 金沢映子                                | 日野由利加                                       | 田中敦子                                    | 大坂史子 |
| 警部                         | R・リー・アーメイ            | 大塚周夫                                | 青野武                                           | 加藤精三                                    | 加藤精三 （斎藤志郎）                                                                                       |
| マーティン・タルボット検事   | リチャード・ラウンドトゥリー | 石波義人                                | 秋元羊介                                         | 有本欽隆                                    | 廣田行生 |
| マーク・スワー弁護士         | リチャード・シフ             | 目黒光祐                                | 上田敏也                                         | 石井敏郎                                    | 岩田安生 |
| ジョン・ドウ                 | ケヴィン・スペイシー         | 野沢那智                                | 小川真司                                         | 磯部勉                                      | 田中秀幸 |
| テイラー刑事                 | ダニエル・ザカパ             | 星野充昭                                | 中庸助                                           | 水野龍司                                    | |
| カリフォルニア               | ジョン・C・マッギンリー      | 田中正彦                                | 大塚芳忠                                         | 宝亀克寿                                    | 諸角憲一 |
| マッサージ店にいた被害者の男 | リーランド・オーサー         | 伊藤和晃                                | 牛山茂                                           | 坂東尚樹                                    | 大黒和広 |
| マッサージ店の受付係         | マイケル・マッシー           | 宇垣秀成                                | 金尾哲夫                                         | 手塚秀彰                                    | 松本大 |
| ワイルド・ビル               | マーティン・セレン           |                                         | 坂東尚樹                                         | 天田益男                                    | |
| ベアーズリー医師             | リチャード・ポートナウ       | 石波義人                                | 上田敏也                                         | 藤本譲                                      | 佐々木敏 |
| オニール医師                 | ピーター・クロンビー         |                                         | 金尾哲夫                                         | 秋元羊介                                    | |
| デイヴィス巡査               | ジョン・カッシーニ           | 平田広明                                | 牛山茂                                           | 石井隆夫                                    | 遠藤純一 |
| ジョージ                     | ホーソーン・ジェームズ       | 高瀬右光                                | 水野龍司                                         | 宝亀克寿                                    | 松本大 |
| 脂ぎったFBI捜査官            | マーク・ブーン・Jr.          |                                         |                                                  | 稲葉実                                      | |
| 図書館の警備員               | ロスコー・デヴィッドソン     |                                         | 坂東尚樹                                         | 秋元羊介                                    | 秋元羊介 |
| グールド夫人                 | ジュリー・アラスコグ         | 野沢由香里                              | さとうあい                                       | 火野カチ子                                  | 藤生聖子 |
| ミルズに詰め寄る女記者       | ドミニク・ジェニングス       |                                         |                                                  | 佐藤ゆうこ                                  | |
| ニュースキャスター           | ビヴァリー・バーク           |                                         |                                                  | 金野恵子                                    | |
| 案内する警官                 | デヴィッド・コレイア         | 石波義人                                | 星野充昭                                         |                                             | |
| 配達員                       | リッチモンド・アークエット   | 平田広明                                |                                                  | 星野充昭                                    | |
| その他                       | N/A                          | 内川藍維 柳沢栄治 村瀬喜一郎 棚田恵美子 | 叶木翔子 松井菜桜子                              |                                             | 秋間登 中嶋聡彦 幸田夏穂 あらいしずか 佐藤晴男 小原雅一 よのひかり 追加録音分出演 小松史法 こばたけまさふみ |
| 日本語版スタッフ             |                              |                                         |                                                  |                                             | |
| 演出                         | 演出                         | 岩見純一                                | 吉田啓介                                         | 小山悟                                      | 清水勝則 |
| 翻訳                         | 翻訳                         | 栗原とみ子                              | 松崎広幸                                         | たかしまちせこ                              | 武満眞樹 （浅香真規子）                                                                                     |
| 調整                         | 調整                         |                                         | 高橋久義                                         | 金谷和美                                    | 高橋昭雄 |
| 効果                         | 効果                         |                                         |                                                  | リレーション                                | 南部満治 |
| 担当                         | 担当                         |                                         | 小笠原恵美子                                     | 別府憲治                                    | 福吉健 |
| プロデューサー               | プロデューサー               |                                         |                                                  | 深澤幹彦 渡邊一仁                           | 小久保聡 |
| 配給                         | 配給                         |                                         |                                                  | ギャガ                                      | |
| 制作                         | 制作                         | ACクリエイト                            | グロービジョン                                   | ケイエスエス                                | ザック・プロモーション                                                                                      |
| 制作協力                     | 制作協力                     |                                         |                                                  | 武市プロダクション                          | |
| 初回放送                     | 初回放送                     | N/A                                     | 1998年5月16日 『ゴールデン洋画劇場』 正味約124分 | 1999年10月14日 『木曜洋画劇場』 正味約108分 | 2001年4月8日 『日曜洋画劇場』 正味約96分                                                                    |

- テレビ朝日版は2018年2月10日にWOWOWで放送される際、地上波放送時にカットされた部分を追加録音した「吹替補完版」が放送された[14]。

## 作品解説
フィンチャーは「フリードキンが『エクソシスト』の後に作ったかもしれない種類の映画」としてセブンを製作した。彼は映画撮影技師のダリウス・コンジと仕事をし、「肩越しに後部座席から徐々に見えるようカメラを動かす」というような（『全米警察24時 コップス』の影響を受けた）単純な撮影技法を採用した。
銀残しという現像の手法を使い、コントラストの強い映像となっている。特に捜査官が用いるゴム手袋、図書館のライト（バンカーズ・ランプ）、街頭で配られるクーポン（割引券）など、淡いグリーンの配色に執着している。
騒々しい住人や常に降り続くように見える雨、込み合った都市の通りは本作の不可欠な要因である。フィンチャーは「汚い、暴力、倫理の欠如といった、憂鬱にさせる表現。視覚的に、そして文体的に私たちはこの世界を描写したかった。できるだけ本物で、かつ生きるためには必要とされるものすべてを」と述べている。この目的のために、陰気で、しばしば不気味な世界を作るようデザイナーのアーサー・マックスは注文された。「私たちは、都市の中の人々のモラルの腐食を反映させるためセッティングした」とマックスは述べている。
欧米で「ブリーチ・バイパス」と呼ばれる銀残しを多用した本作の映像について、同様の現像処理は日本で実用化され、色彩を制御する研究の一環として撮影監督のヴィットリオ・ストラーロがテクニカラー現像所とともに試行錯誤を繰り返して来たこと、また銀残し処理が行われた本作の上映プリントが100本のみの配給と限られていたという事実があるにもかかわらず、手法として殆ど忘れ去られていた銀残しの大流行とさらなる技術進化を促し、デジタル撮影機器でも同様の画質をより簡便に得られるような機能が付される現状に至っている。フィンチャーは銀残しを含め反映される画質が意図により近くなるようレーザーディスク・DVD・ブルーレイディスクといった先進メディアによるビデオソフトリリースの度に時間を掛けてフィルムスキャンやリマスター作業を繰り返した。
リマスターされたDVDではオリジナルのネガフィルムからHDスキャンされた。そのため、上映用フィルムやマスター・ポジなど複製を繰り返したものよりもシャープで鮮明な画質を得ている。ポジ現像前のネガフィルムからのスキャンなので、製作時にこだわったブリーチ・バイパスの色調整は1からやり直しになり、コンピューター処理によって当時のフィルムを参照しながら色調整するという手段が取られている。
さらにスーパー35で撮影されていたため、画面を上下に微調整でき、上映時に切れてしまった被写体の調整なども行っている。

### 脚本
脚本のほとんどはアンドリュー・ケビン・ウォーカーがニューヨークにいた期間に書かれている。「ニューヨークで過ごした過去は嫌いだったが、もしそのことがなければ、私はおそらくセブンを書いていなかっただろうことは事実だ」と語っており、毎日犯罪の絶えないニューヨークでの生活と、それに見て見ぬふりする自身に嫌気が差したことを述べている。図書館でミルトンの『失楽園』やダンテの『神曲』などの古典を読み漁りながら数年かけて脚本を書き上げ、本編中にもそれらはそのまま反映されている。サマセットは俳優のウィリアム・ハートがモデルで、名前はウォーカーが好きな著者であるサマセット・モームにちなんで命名されている。
フィンチャーは、長編デビュー作の『エイリアン3』が酷評され興行的にも失敗したことで意気消沈し、「新たに映画を撮るくらいなら、大腸癌で死んだ方がマシだ」と述べて、1年半にわたって脚本を読まなかった。その後配給会社から提示されたウォーカーの脚本を読み、一度は放っておいたものの、読み返すうちに魅力を感じ、監督することを承諾した。フィンチャーはウォーカーの許可を得て脚本の一部を書き直した。
結末については、あまりにも過酷であることなどから、配給会社から「サマセットがジョン・ドゥを射殺する」という筋書きも検討されたものの、フィンチャーとウォーカーが反対したため採用されなかった。

### 配役
企画段階では、アル・パチーノがサマセット役として検討されたが、『訣別の街』に出演するため話はお流れとなった。一時はジェレマイア・チェチックの名も挙がっていた。
ミルズ役には、デンゼル・ワシントンも候補に入っていた。
同時期にブラッド・ピットには、『アポロ13』への出演オファーがあったが、こちらの作品の出演を選んだ。本編でピットはジョン・ドゥを追跡するシーンで左腕を怪我しているが、実際に腕を骨折している。これはアクションシーンで、スタントマンを用いずに本人が行ったためである。
撮影前のオーディション（すでにミルズ、サマセット役は決定済）の際、後に警部役となるR・リー・アーメイがジョンを演じて観せたが、フィンチャーやピット、フリーマンは「なんというか、容赦が無さ過ぎる」とコメント、結局正キャストとしてケヴィン・スペイシーがジョン役を引き受けるという経緯があった（DVDコメンタリー）。
スペイシーは「映画が公開されるまで自分が出演していることは絶対に宣伝しないでくれ」と言い、観客のサプライズを狙っていたが、宣伝の際に映画会社のクリエイターがうっかり彼の名前を書いてしまい、激怒したという逸話がある。本編では名前はオープニング・クレジットには入っておらず、代わりにエンド・クレジットで最初に名前が表示される。フィンチャーは「主役2人とグウィネス、その次くらいが犯人だろうと予想されるのを防ぎたかった」と述べている。

### 舞台
撮影はカリフォルニア州ロサンゼルスで行われた。

### 劇中音楽
オープニングクレジットで流れる音楽は、ナイン・インチ・ネイルズの「クローサー」のリミックスヴァージョンである。カフェで流れるBGMにはヘアカット100の「ラブ・プラス・ワン」が使われている。
サマセットが図書館を訪れているシーンでは、バッハのG線上のアリアが流れる（図書館の警備員がサマセットの為に図書館のスピーカーで流す）。
エンディング曲はデヴィッド・ボウイの「ハーツ・フィルシー・レッスン」。アルバム『アウトサイド』に収録されている。プロデュースはボウイ70年代の3部作を手がけたブライアン・イーノ。

## 反響・評価
本作は1995年9月22日に2,411の映画館で公開され、初週で1390万ドル売り上げた。最終的に北米で1億10万ドル、それ以外の地域で2億2710万ドル、世界合計で3億2730万ドルの総収益を上げた。この総収益は1995年における7番目に高い記録である。第68回アカデミー賞では編集賞にノミネート、第22回サターン賞では脚本賞とメイクアップ賞を受賞した。
本作は批評家達から高い評価を受け、「Rotten Tomatoes」でも2023年現在でも83%の肯定的評価を受けている。「本作のとっておきの切り札（ace in the hole）は、若く頑固な新人刑事と、老練なベテラン刑事を演じたピットとフリーマンである。だからといって、その差異が素晴らしい、現実味があるというわけではない。彼らの卓越した演技によって、未完成のキャラクターが完全なものになっている」と、ゲイリー・アーノルド（ワシントン・タイムズ）はキャストを称賛している。シーラ・ジョンストンは、インデペンデント紙上の彼女のコーナーでフリーマンの演技を称賛した。彼女は「映画は、犯人逮捕を諦めない疲れきった引退間近の男を演じきったフリーマンの演技を完全にものにしている」と述べている。『Sight & Sound』のレビューでJohn Wrathallは「セブンはジョルジュ・シュルイツァーの『ザ・バニシング 消失』（1988年の映画）以来最も恐ろしい結末の作品であり、連続殺人鬼との攻防を扱った作品としては『刑事グラハム/凍りついた欲望』以来だ」と書いている。
カイル・クーパーが担当したオープニング・クレジットは公開当時、映画本編と同様に大変な評判となり、日本のテレビドラマやバラエティ番組のオープニング・クレジットに数多く模倣された。